# Sammy McIlroy
Samuel Baxter McIlroy (Belfast, 2 agosto 1954) è un allenatore di calcio ed ex calciatore nordirlandese, di ruolo centrocampista.

## Palmarès

### Giocatore

#### Competizioni nazionali
- Campionato inglese di seconda divisione: 1

Manchester United: 1974-1975
- Coppa d'Inghilterra: 1

Manchester United: 1976-1977
- Community Shield: 1

Manchester United: 1977
- Conference League Cup: 1

Northwich Victoria: 1992-1993

### Allenatore

#### Competizioni nazionali
- Conference League Cup: 1

Macclesfield Town: 1993-1994
- Football Conference: 2

Macclesfield Town: 1994-1995, 1996-1997
- FA Trophy: 1

Macclesfield Town: 1995-1996